# چپقلو (حومه، خدابنده)
چپقلو روستایی در دهستان حومه بخش مرکزی شهرستان خدابنده استان زنجان ایران است.

## جمعیت
بر پایه سرشماری عمومی نفوس و مسکن در سال ۱۳۹۵ جمعیت این مکان ۱۶۲ نفر (۴۹خانوار) بوده‌است.